# Chiesa di Santa Maria (Cogorno)
La chiesa di Santa Maria è un luogo di culto cattolico situato nella frazione di Monticelli, in via Don Giovanni Battista Carozzo, nel comune di Cogorno nella città metropolitana di Genova. La chiesa è sede della parrocchia omonima del vicariato di Sturla e Graveglia della diocesi di Chiavari.

## Storia e descrizione

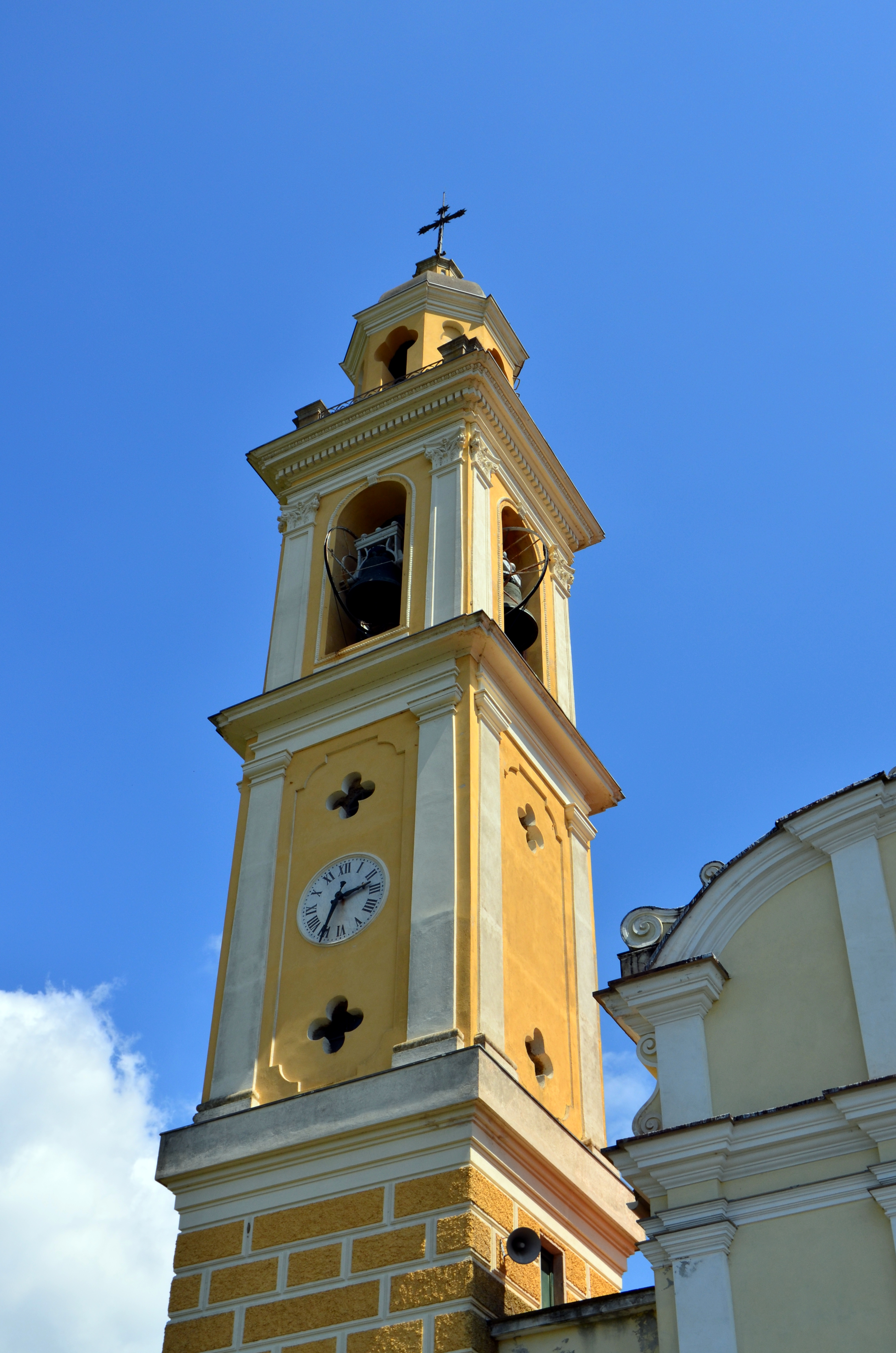
Particolare del campanile

L'edificio religioso, situato nella frazione di Monticelli e dedicato alla Vergine Maria, fu sede di un antico monastero dei monaci Benedettini.
La comunità parrocchiale fu istituita nel 1387, anche se la prima citazione è risalente in un documento del XIII secolo, alla quale in seguito verranno aggregati i due borghi di Panesi e San Colombano della Costa.
Il 1º febbraio del 1931 fu elevata al titolo di prevostura.
L'interno è ad unica navata e, oltre all'altare maggiore in cotto del XVIII secolo, presenta quattro altari laterali incavati nelle mura della chiesa.